# 鱷魚恤中心

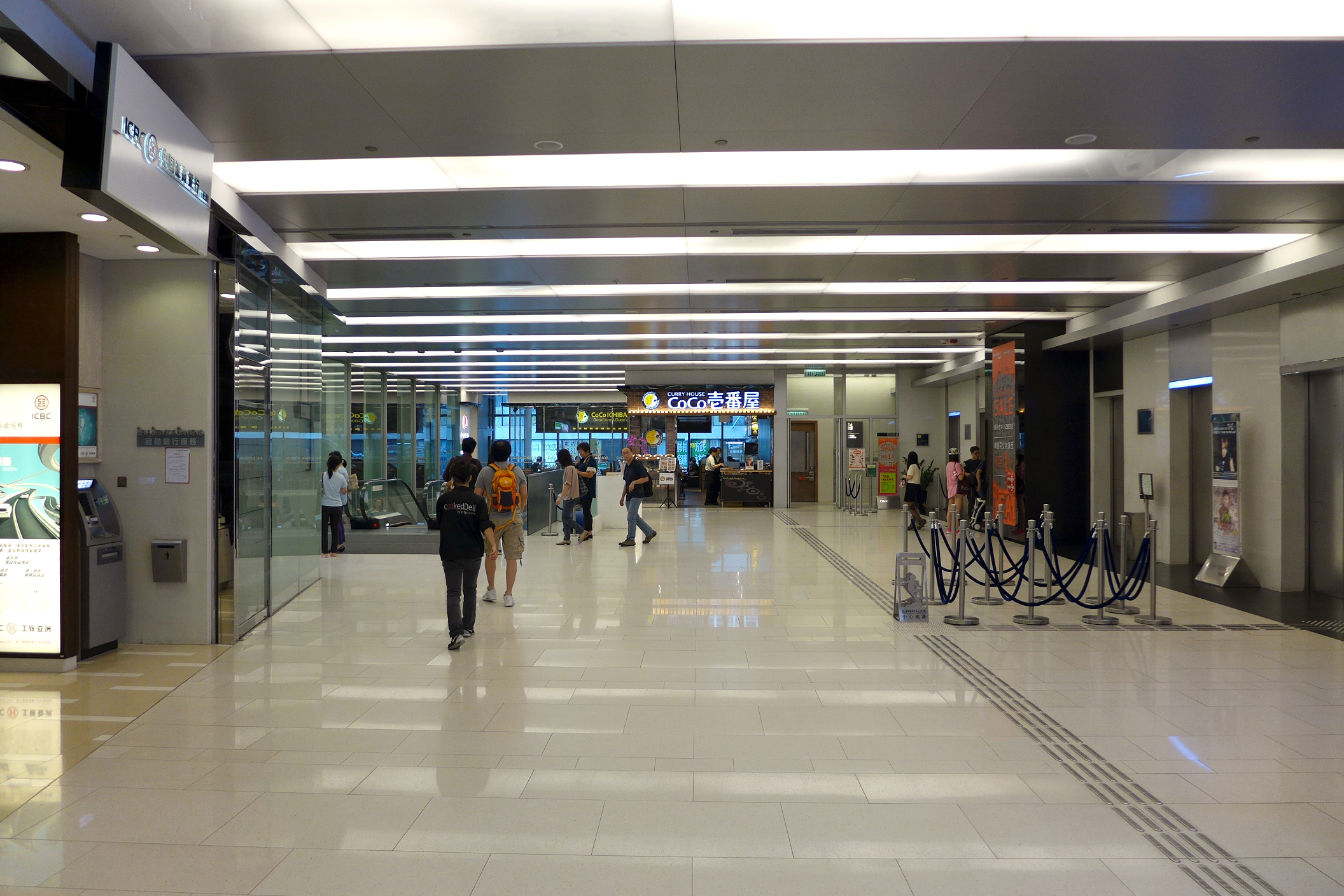
鱷魚恤中心大堂

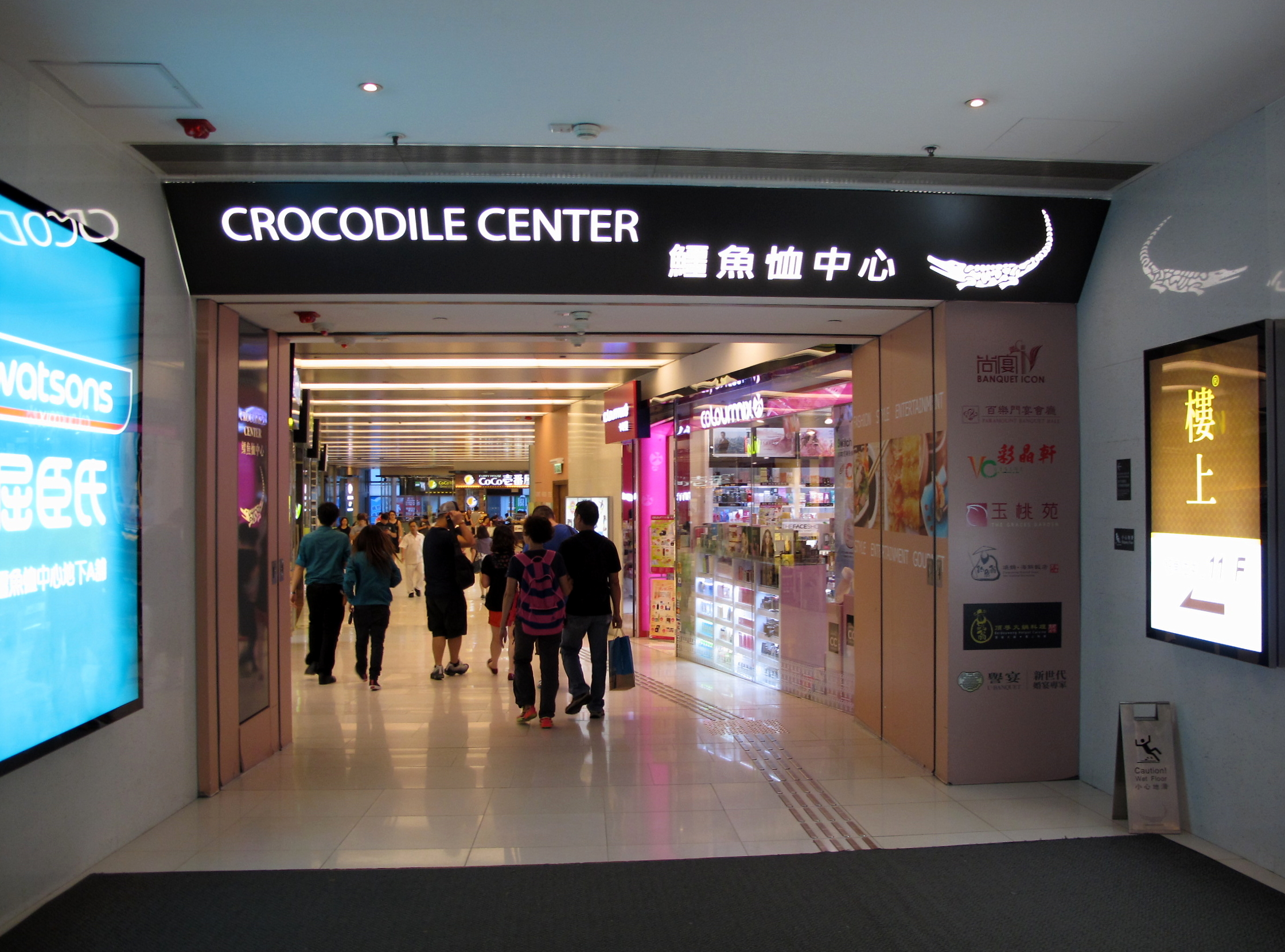
鱷魚恤中心大堂與apm商場互通

鱷魚恤中心（英語：Crocodile Center，又稱鱷魚恤集團大樓），是香港九龍東觀塘的一個商場及寫字樓建築物，由上市公司地產發展商麗新集團及鱷魚恤共同發展，位於開源道79號，鄰近港鐵觀塘站和apm，項目於2009年落成，鱷魚恤中心是巴馬丹拿集團建築師設計。

## 歷史

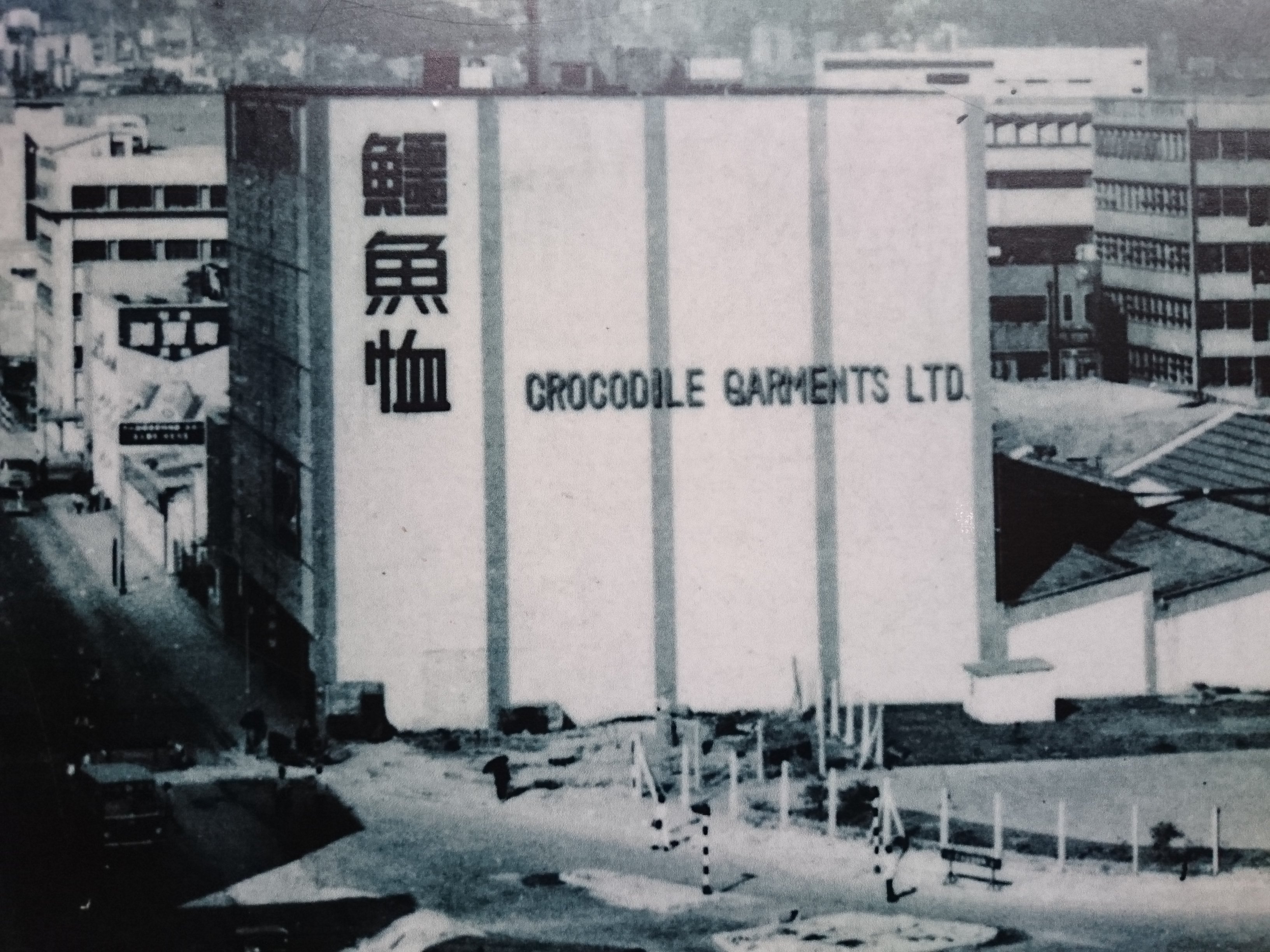
重建前的第一代鱷魚恤製衣大廈

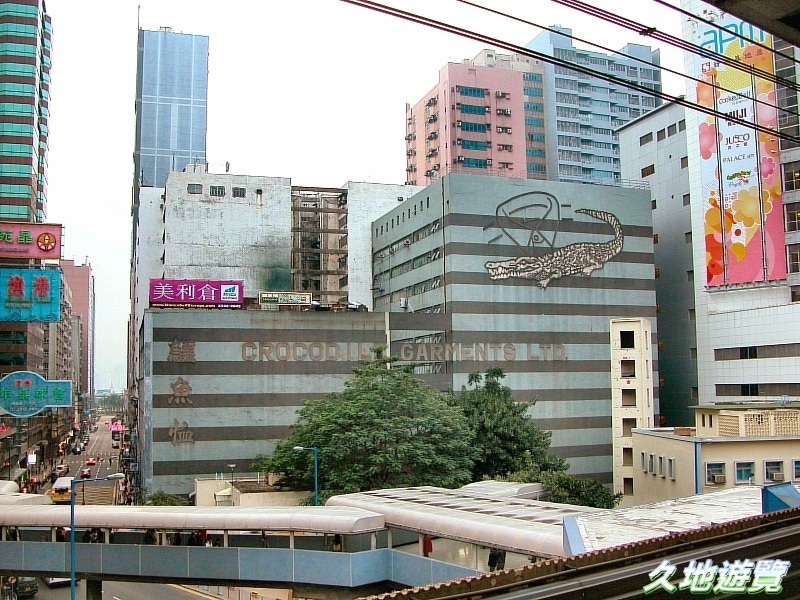
重建前的第二代鱷魚恤製衣大廈

鱷魚恤中心前身是鱷魚恤製衣大廈，初建於1953年落成，其後人口增長及擴展業務，重建第二代於1971年落成，隨著工廠北移部分改為寫字樓中心，直至於2006年拆卸。其後麗新集團接納2.74億元的補地價，將鱷魚恤製衣大廈重建項目由工業轉作商業用途，重建為現時的鱷魚恤中心。

## 建築特色

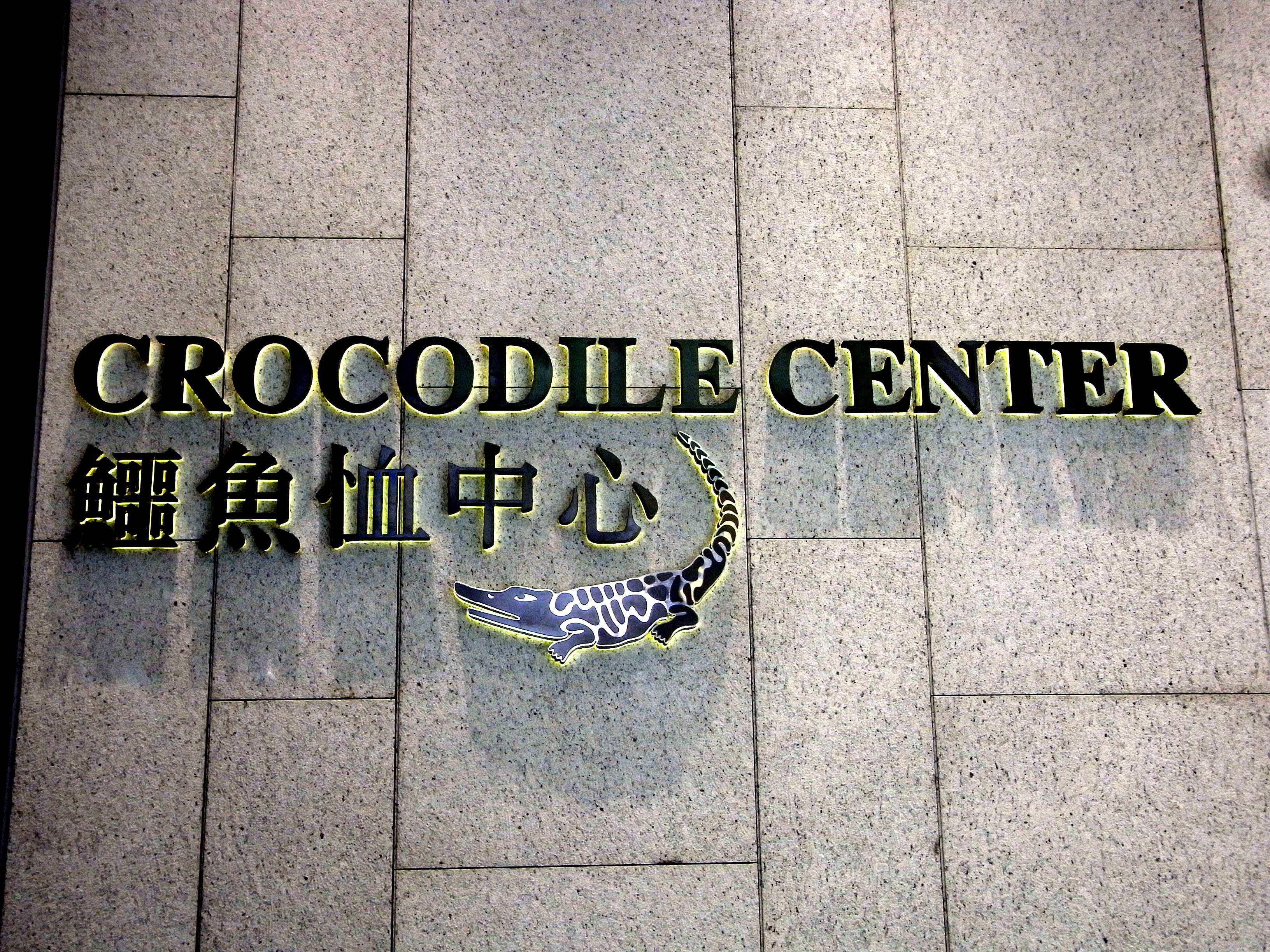
招牌

鱷魚恤中心樓高24層，由樓高9層的商場及樓高13層的寫字樓組成，其中地下至9樓為商場部分，而11樓至25樓為寫字樓層。鱷魚恤中心建築風格獨特，大廈採用雙重低輻射玻璃幕牆，除具備防音隔熱外，還有濾光功能。大廈的外牆裝設LED燈泡照明。入口大堂樓底高達13米，內設有3條自動扶手電梯直達大廈基層商場。

## 樓面租出
鱷魚恤中心商場部分大多以酒樓為主。
網絡服務供應商第一線有限公司香港總部於2010年4月19日遷往鱷魚恤中心22樓。
2010年5月，林建名旗下公司大名娛樂遷至鱷魚恤中心25樓。
樓上燕窩觀塘分店設於11樓。
中國工商銀行（亞洲）及香港上海滙豐銀行中小企商務中心亦已經於2010年先後進駐。
2011年5月，屈臣氏以月租約30萬元承租鱷魚恤中心地下一個面積約6700方呎巨舖，為2011年該地段最大宗的商舖租務成交個案。
2013年，恒生銀行租用該中心一樓（前身為羽壽司及米桶越南餐廳）舖位，作為「觀塘優越及優進理財中心」。
2016年11月7日，金佰利由香港島銅鑼灣皇室大廈遷入鱷魚恤中心18樓全層。

## 酒樓食肆
- 地下B舖：太興燒味
- 1樓2號3A及3B號舖：麥當勞
- 1樓7號舖：鮨樂壽司
- 1樓8號舖：米線陣
- 2樓：譽宴．星海
- 3樓：極尚大喜屋（前身為唐人佳火煱酒家、北斗翁頂尊火鍋料理和醉翁亭火鍋館）
- 5樓：牛大人台灣火鍋吃到飽（前身為煌城宴會廳和釣魚翁燒鵝．海鮮飯店）
- 6樓：玉桃軒
- 7樓：滿福庭（前身為：彩晶軒）
- 8樓：凱日宴會廳（前身為：百樂門宴會廳）
- 9樓：稻香茶居（前身為尚宴和利寶閣）

## 寫字樓用戶
- 12樓：林佩佩舞蹈工作坊 - 觀塘
- 13樓： Terminal C、搵喼易門店 - 九龍區觀塘店（1309-12室）
- 15樓：教育局 - 課程及質素保證科質素保證分部 - 質素保證組
- 16樓：希瑪林順潮眼科中心（觀塘）（1601室）、教育局 - 課程及質素保證科質素保證分部 - 質素保證組（1602室）
- 17樓：教育局 - 專業發展及特殊教育科 - 特殊教育分部
- 18樓：金佰利香港有限公司
- 19樓：恒生銀行觀塘商務理財中心（1901室）、鱷魚恤觀塘開源道分店（1903室）
- 20樓：美納里尼香港有限公司（Menarini）[9]
- 21樓：香港上海滙豐銀行東九龍中小企中心
- 22樓：華僑銀行（香港）開源道分行（2201室）
- 25樓：鱷魚恤總部、大名娛樂

## 醜聞
蘋果日報曾於2012年11月報道，鱷魚恤中心的食肆霸佔走火通道存於雜物、碗碟等，標示著嚴禁吸煙的後樓梯亦見有食肆員工吸煙，更有酒樓職員將後樓梯當作休息室，在梯間睡覺。
據報道，消防處已派員巡查，發現2至9樓的公共通道上都有雜物。9樓食肆內的走火通道上有雜物阻塞，正擬向各有關負責人採取執法行動。

## 圖集

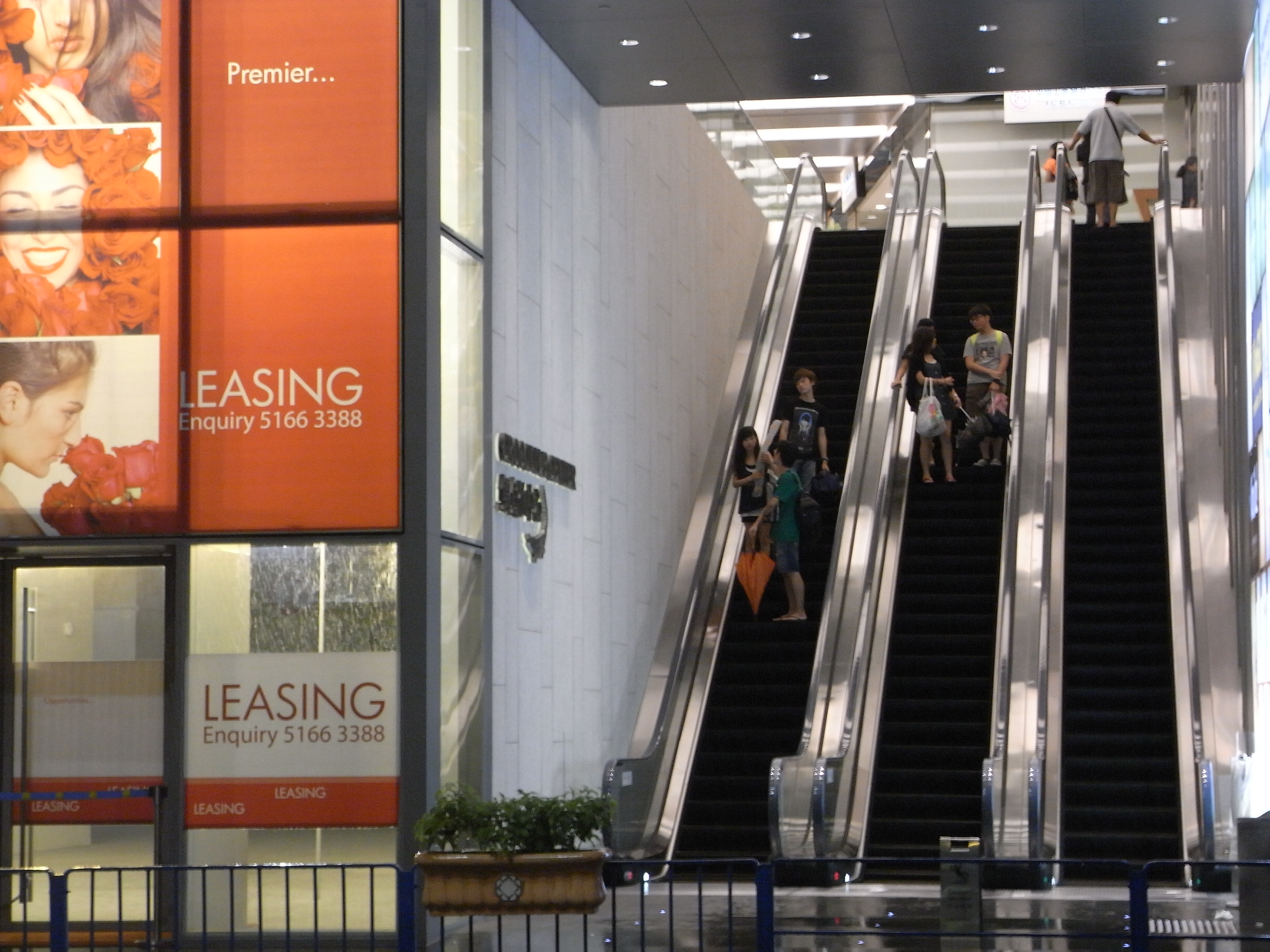
鱷魚恤中心入口之扶手電梯
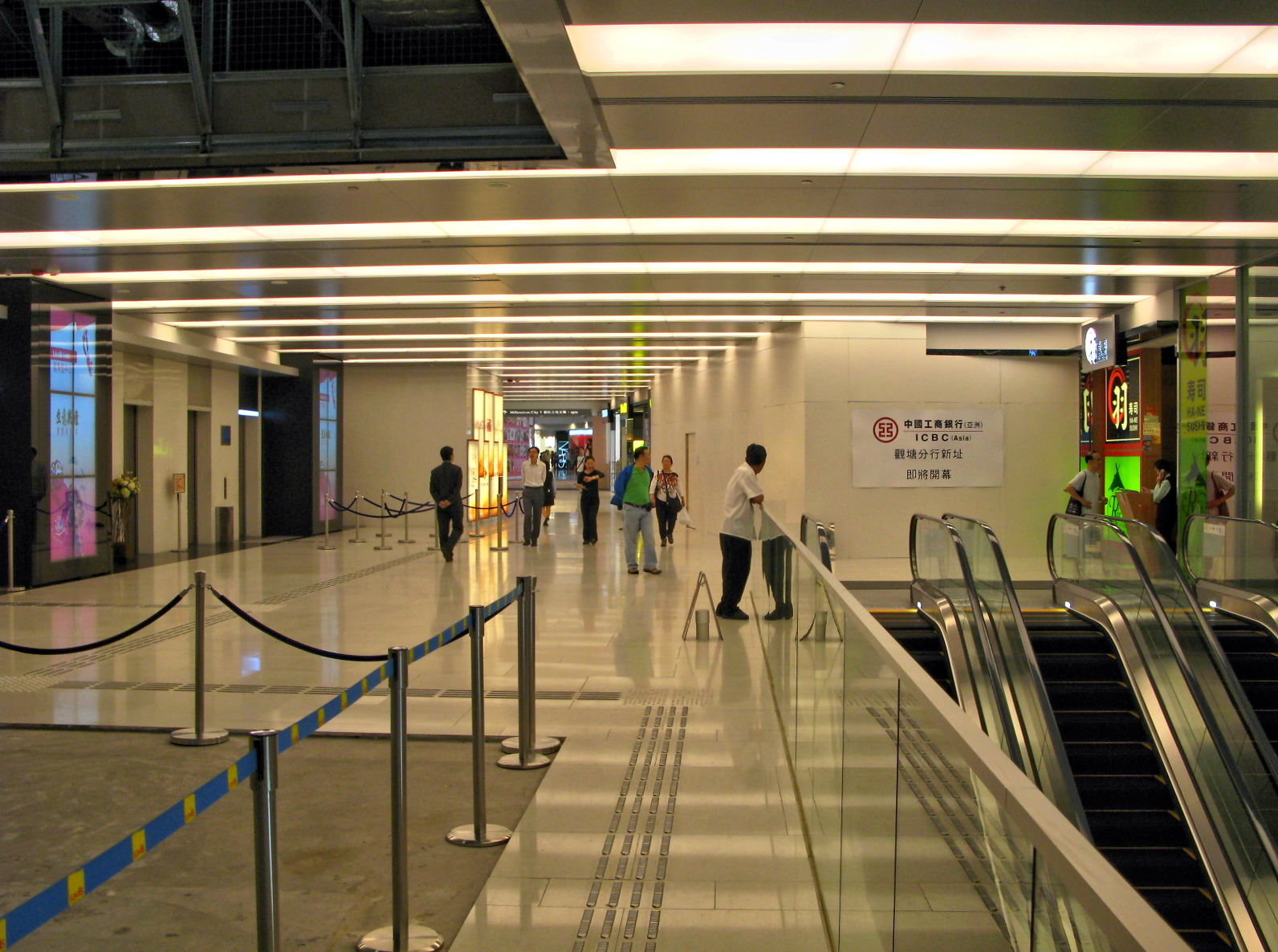
鱷魚恤中心大堂
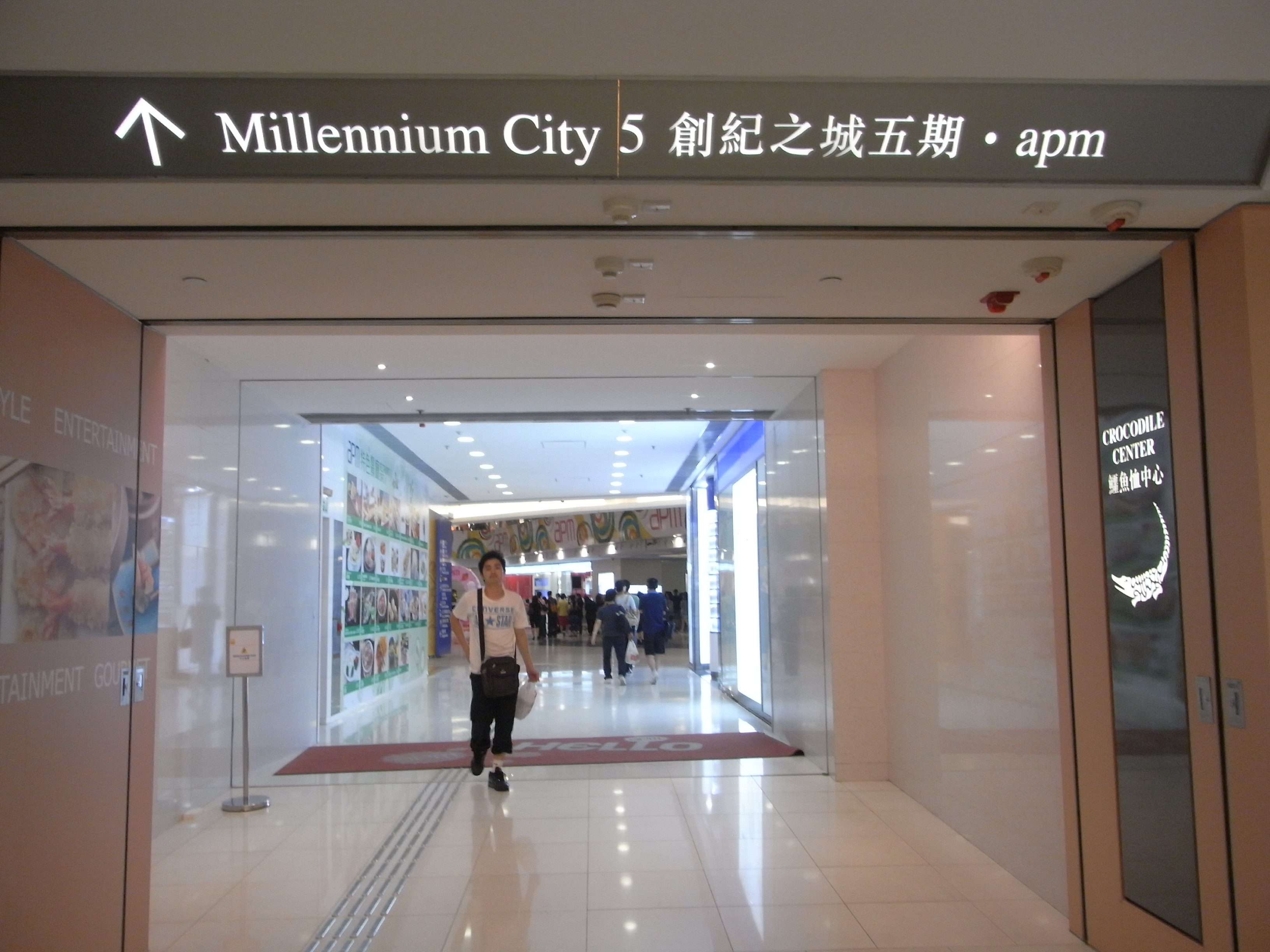
中心大堂北邊與apm商場互通
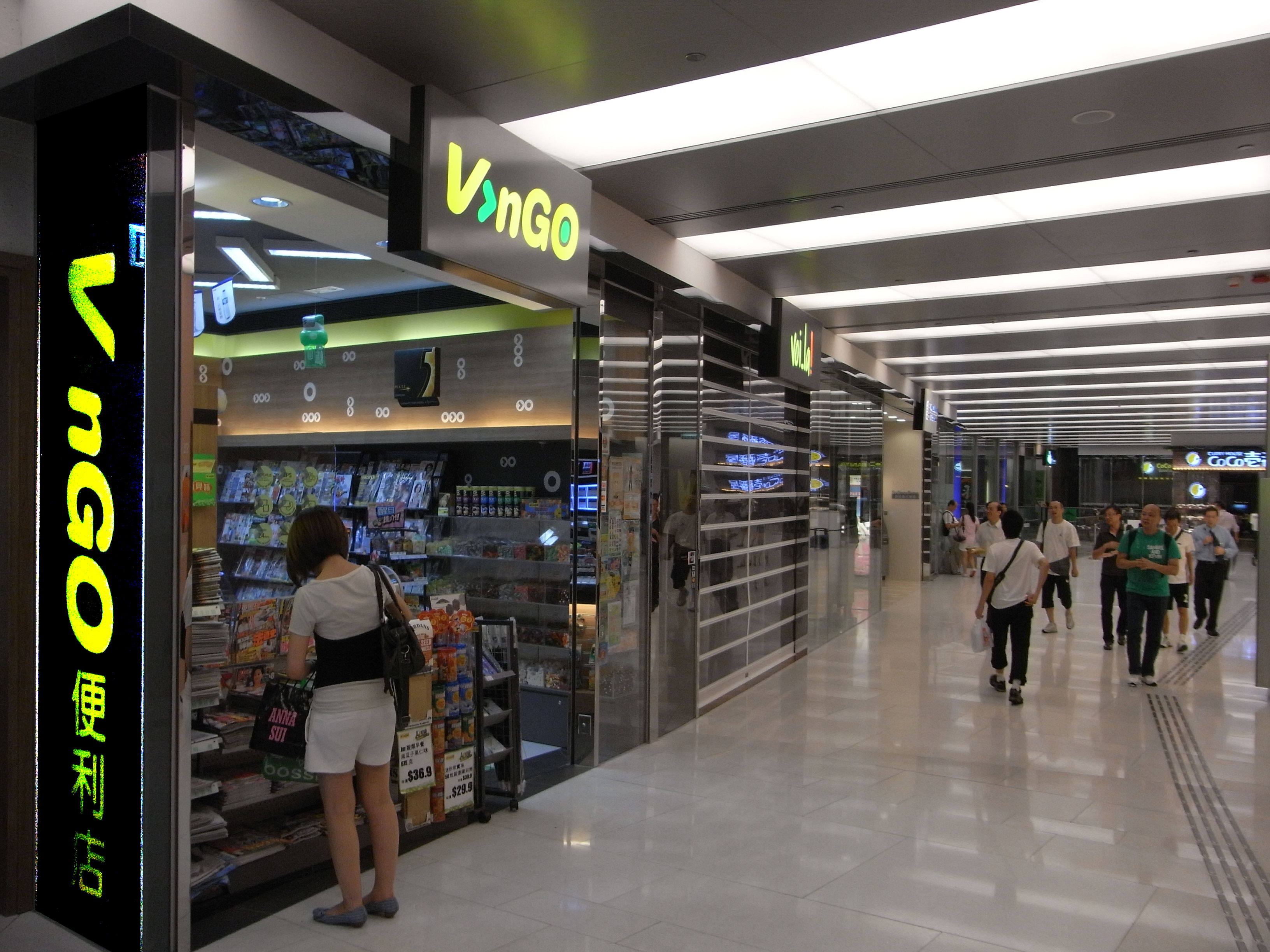
鱷魚恤中心內之VanGo便利店

## 鄰近
鱷魚恤中心1樓設有24小時通道連接apm商場的MTR/C層。

## 参看
- 香港商場列表

## 外部連結
- 鱷魚恤中心主頁（页面存档备份，存于）
- 鱷魚恤中心外觀
- 巴馬丹拿有關鱷魚恤中心資料（页面存档备份，存于）